# Marie Bon
Marie Bon (Marie Aline Nadine, née Viaud, épouse Bon), née le 12 juin 1831 à Rochefort et morte le 21 septembre 1908 à Fouras, est une peintre et femme de lettres française, sœur de Gustave Viaud et Pierre Loti.

## Biographie
Fille de Théodore Viaud et de Nadine Texier, elle a deux frères : Gustave, puis, alors qu'elle a déjà dix-neuf ans un deuxième frère : Louis-Marie-Julien Viaud, plus connu sous le pseudonyme de Pierre Loti, dont elle s'occupera beaucoup, lui transmettant notamment son amour du dessin et de l'écriture.

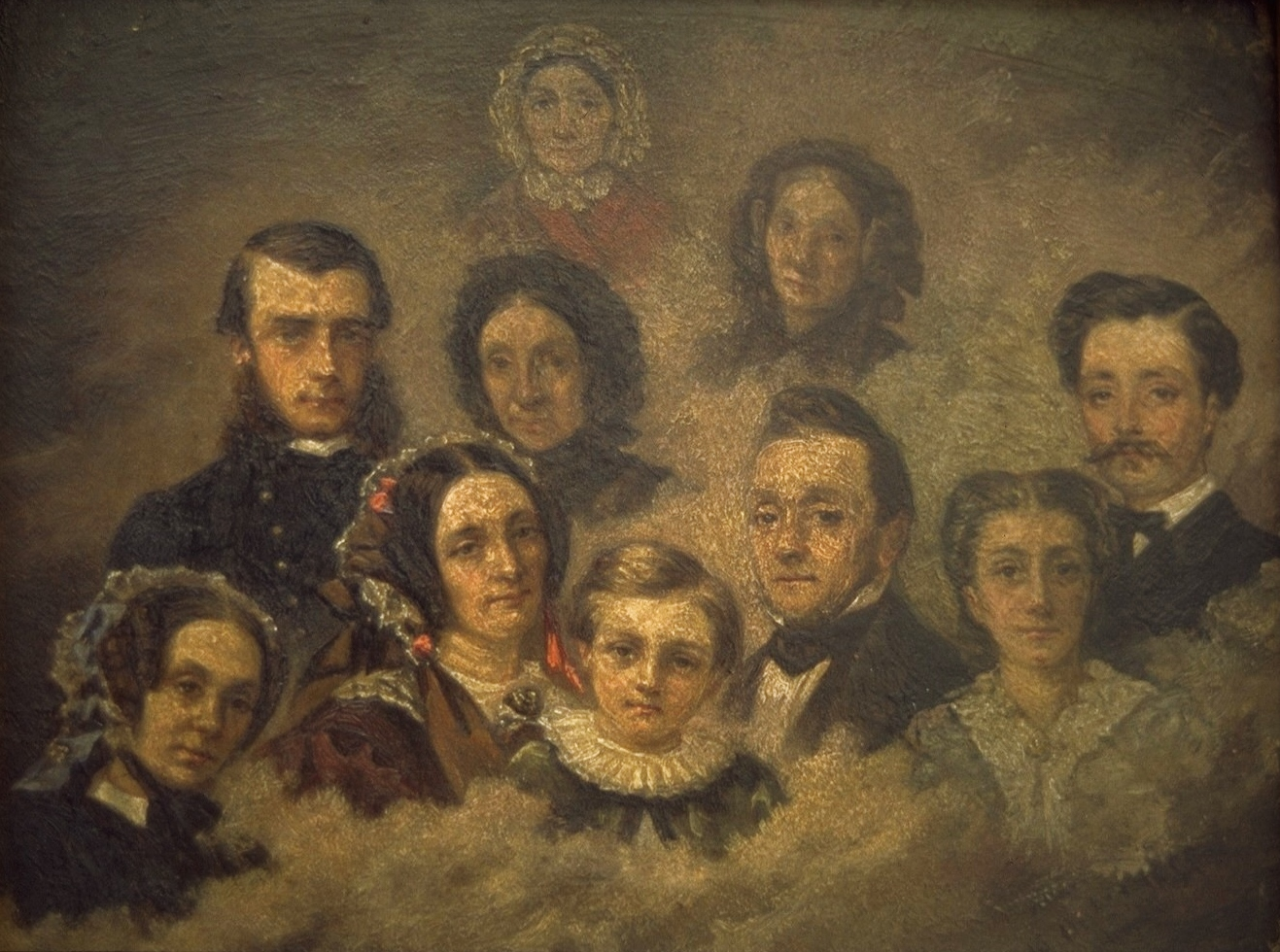
La famille Viaud, par Marie Bon (©Musées-municipaux Rochefort 17). Le futur Pierre Loti est au premier rang au centre, Marie Bon à droite et son époux Armand Bon au deuxième rang à droite.

D'un caractère indépendant, douée pour la peinture et le dessin, Marie Viaud part à Paris pour étudier. Grâce à une bourse de la mairie de Rochefort, elle suit l'enseignement à Paris du peintre Léon Cogniet, à l'École des Beaux-Arts, entre 1851 et 1854.  
Elle a une abondante correspondance avec son père, féru d'art, durant ses études. Reconnaissant également être « dévorée par le besoin d'écrire », elle ne publiera cependant qu'un court roman, Autour de Paulette, publié en 1896. À son retour de Paris, son père aménage pour elle un atelier dans leur demeure à Rochefort, où elle travaille et réalise de nombreux portraits, notamment des membres de sa famille. 
Connue comme portraitiste, surtout à Rochefort, elle se marie assez tard, à l'âge de trente-trois ans, et suivra alors son époux dans ses différentes affectations professionnelles en tant que percepteur. 
Sa carrière artistique demeure discrète au regard de la notoriété de son frère. 
Marie Bon, son époux Armand Bon et leur fille Nadine ont vécu à Saint-Porchaire, en Saintonge, de 1865 à 1878. Dans son livre Prime jeunesse, Pierre Loti décrit les nombreux séjours qu'il y passa. 
Marie Bon, qui est de dix-neuf ans la sœur ainée du jeune Julien Viaud, aura une grande influence sur son éducation. Elle lui enseigna le dessin et lui apprit à tenir son journal, deux éléments qui seront précieux pour celui qui deviendra Pierre Loti par la suite. Elle fut aussi sa confidente.
Une abondante correspondance entre Marie Bon et Pierre Loti permet d'éclairer à la fois les liens mais également le rôle de soutien et de mentor qu'elle eut tout au long du parcours de son frère. 

« Sœur chérie,
Je viens de finir ma tâche de ce soir et je commence à t'écrire, malgré le peu de temps qui me reste avant le souper pour pouvoir mettre dans ma lettre ces petites fleurs que j’ai cueillies tantôt à ton intention dans une délicieuse promenade que nous avons faite aujourd'hui dans les bois […]
Je t'embrasse une masse de fois, toi et mon Ramand,
Votre petit frère,
Julien. »9 février 2023, Ouvrage publié avec le soutien de la Fondation La Poste.

— Pierre Loti, Lettres choisies
Issu des archives de Samuel, fils de Pierre Loti, un legs important de Clarisse, arrière-petite-fille de Pierre Loti, sous l'intitulé de fonds Bérail, a confié d'un coté au Musée Hèbre les photos et dessins de Marie Bon, et de l'autre les manuscrits et correspondances à la Médiathèque de Rochefort.